# Paul London
Pour les articles homonymes, voir London.
Paul Michael London (né le 16 avril 1980 à Austin) est un catcheur (lutteur professionnel) américain. Il travaille actuellement pour la Lucha Underground.
Il est principalement connu pour son travail à la World Wrestling Entertainment (WWE) de 2003 à 2008. Il fait équipe avec Billy Kidman avec qui il devient une fois champion par équipe de la WWE avant de s'allier avec Brian Kendrick. Ils remportent ensemble le championnat par équipes de la WWE ainsi que le championnat du monde par équipes de la WWE. Il est aussi un ancien champion des poids lourds léger de la WWE.

## Carrière de catcheur

### Entraînement et début de carrière (2000-2002)
London s'entraîne à la Texas Wrestling Academy fondé par Shawn Michaels d'abord auprès de Dory Funk, Jr. puis d'Ivan Putski et de Rudy Boy Gonzalez. Il commence sa carrière de catcheur au Texas avant d'aller en Pennsylvanie à la Ring of Honor.

### World Wrestling Entertainment (2002-2008)

#### Équipe avec Spanky (2002-2004)
. Avec Brian Kendrick il a gagne à WWE Judgment Day et conservent leurs titres

#### Équipe avec Billy Kidman (2004)
Les deux lutteurs enchaineront les défaites pendant plusieurs mois jusqu'au 8 juillet 2004 où ils remporteront le WWE Tag Team Championship aux dépens des Dudley Boyz. Ils perdront le titre deux mois plus tard le 9 septembre 2004 au profit de René Duprée et Kenzo Suzuki. Mais les deux lutteurs entameront une rivalité qui les mènera à un match à No Mercy 2004 (le premier pour Paul London en un an), qui verra Billy Kidman l'emporter et « blesser » sérieusement London mettant fin à leur équipe.

#### En solo (2005)

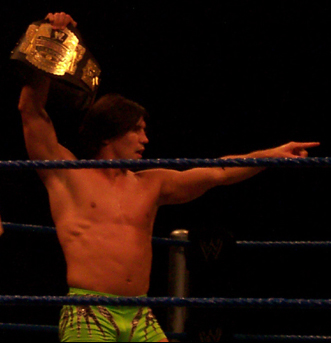
Paul London avec la ceinture de WWE Cruiserweight Champion en 2005.

Il devient un sérieux prétendant au WWE Cruiserweight Championship, qu'il remporte le 31 mars 2005 après avoir gagné une battle royal (match par élimination impliquant, en l'occurrence, 7 concurrents et le champion). Il défendra avec succès le titre pendant 5 mois, avant que Nunzio le lui enlève le 4 août 2005, dans un match a priori tout à fait anodin.

#### Équipe avec Brian Kendrick (2005-2008)
Dès lors, London va alterner les affrontements individuels et en équipe avec Brian Kendrick. Le 21 mai 2006, à Judgment Day, ils remportent le WWE Tag Team Championship contre les MNM, ce qui provoquera la dissolution de l'équipe d'adverse. Ils battent le record de la plus longue détention du titre, qu'ils perdent finalement au profit de Deuce et Domino, le 20 avril 2007 à Milan.
Lui et Brian Kendrick sont draftés à RAW le 17 juin 2007.
Le 5 septembre, ils remportent le WWE World Tag Team Championship en battant Lance Cade et Trevor Murdoch mais trois jours plus tard, ils perdent leurs titres face au même adversaire.
Brian Kendrick et Paul London font leur retour en 2008 contre Santino Marella et Carlito mais perdent par tricherie.
Kendrick est ensuite drafté à Smackdown et aborde un nouveau gimmick heel ce qui mettre un terme à l'équipe.
Le 8 novembre 2008, la WWE annonce le départ de Paul London.

### Familly Wrestling Entertainment (2013)
Lors du pré-show de No Limits 2013, il bat Brian Kendrick et devient challenger no 1 au FWE Tri-Borough Championship. Lors du vrai show, il bat Damien Darling et remporte le FWE Tri-Borough Championship.

### Retour à la Ring Of Honor (2013)
Il effectue son retour à la ROH lors de Border Wars 2013 en perdant contre Davey Richards.

### Lucha Underground (2016-...)
Le 18 juillet 2018, il perd contre Dezmond X et ne remporte pas de médaille aztèque. Le 1er août 2018, il perd avec The Rabbit Tribe contre The Mack, Killshot & Son of Havoc et ne remporte pas les Trios Championships.
Le 3 octobre, il gagne avec The Rabbit Tribe contre XO Lishus, Ivelisse et Joey Ryan. Le 31 octobre lors de Ultima Lucha IV, il ne remporte pas les Trios Championship avec The Rabbit Tribe au cours d'un Three Way Elimination match impliquant Ivelisse, XO Lishus et Sammy Guevara et The Snake Tribe au profit de cette dernière équipe.

## Palmarès et récompenses
- All Action Wrestling
  - 1 fois AAW Championship
- East Coast Wrestling Association
  - ECWA Super 8 Tournament (2003)[13]

- Extreme Texas Wrestling

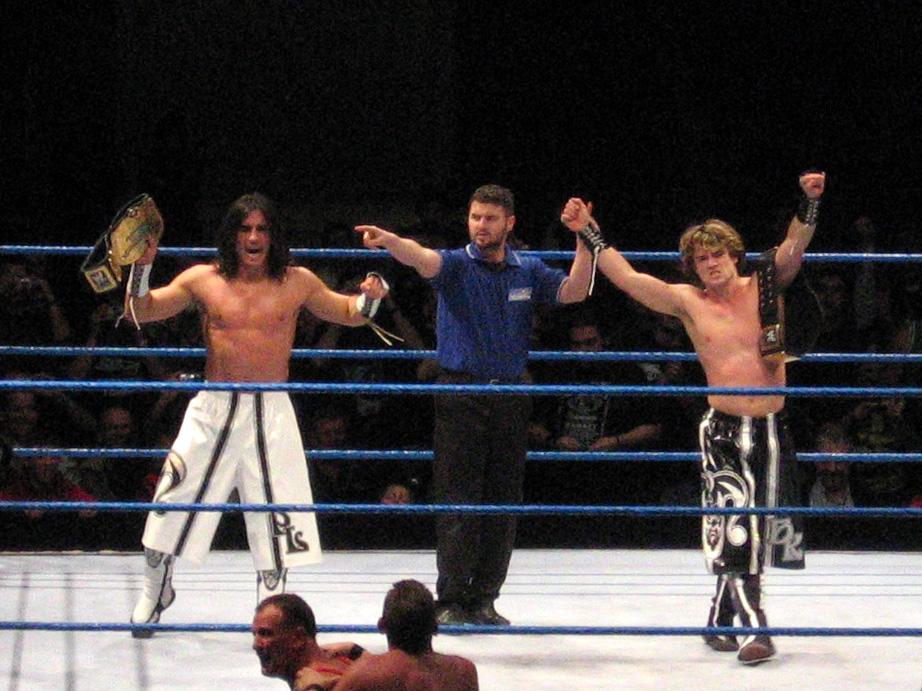
London et Kendrick avec les ceintures de WWE Tag Team Champions.

  - ETW Television Championship (1 fois)[13]

- Funking Conservatory
  - FC United States Championship (1 fois)[13]
  - FC Television Championship (1 fois)[13]
  - FC Hardcore Championship (1 fois)[13]
  - FC Tag Team Championship (1 fois) 'avec Adam Windsor)[13]

- Familly Wrestling Entertainment
  - FWE Tri-Borough Championship (1 fois) (actuellement)
- Insane Championship Wrestling
  - 1 fois ICW Tag Team Championship avec Brian Kendrick[14]

- Insane Wrestling League
  - 2 fois IWL World Heavyweight Championship
- Northeast Wrestling
  - 3 fois NEW Championship
- NWA Wrestling Revolution
  - 1 fois NWA Grand Warrior Championship

- NWA Southwest
  - NWA Texas Television Championship (1 fois) en 2001[15]

- Professional Championship Wrestling
  - PCW Television Championship (1 fois)[13]
- Pro Wrestling Bushido
  - 1 fois PWB Television Championship
- Pro Wrestling Guerilla
  - 1 fois PWG World Tag Team Championship (avec El Generico)
  - Dynamite Duumvirate Tag Team Title Tournament (2010) (avec El Generico)

- Pro Wrestling Illustrated
  - 2007 Tag Team of the year[16]
  - Classé 36e au classement des 500 meilleurs catcheurs en 2005[17]
- Pro Wrestling Xperience
  - 1 fois PWX Heavyweight Championship
- Vanguard Championship Wrestling
  - 1 fois VCW United States Championship

- World Wrestling Entertainment
  - 1 fois WWE Cruiserweight Champion en 2005[18]
  - 2 fois WWE Tag Team Championship en 2006 (1 fois avec Brian Kendrick[6] et 1 fois avec Billy Kidman)[19]
    - Second règne le plus long de l'histoire du titre (334 jours) depuis son apparition en 2002 ; cinquième règne par équipe le plus long dans l'histoire de la WWE.

  - 1 fois WWE World Tag Team Championship en 2007 (avec Brian Kendrick)[20]

- Wrestling Observer Newsletter
  - Most Underrated Wrestler (2004)[21]

## Filmographie

### Téléfilms
- 2020 : Maman, j'ai menti... (Killer Competition) de Andrew Lawrence : Detective Ramirez